# Canal 28 de Chihuahua
Canal 28 es una cadena de televisión que opera en el estado de Chihuahua, fundada por Sergio Valles. Su señal es retransmitida a la ciudad de Cuauhtémoc, Chihuahua a través de la estación XHCTH-TDT, la cual es propia de la televisora y en Ciudad Juárez, Chihuahua mediante XHMTCH-TDT.

## Historia
Sergio Valles fue un reportero de Televisa en la ciudad de Chihuahua en los años 80, además de ser maestro y abogado, fue el mismo hecho de ser corresponsal de Televisa lo que lo hizo iniciar el proyecto a finales de los años 80.
En un principio, en 1991, se trató de conseguir la concesión de XHECH-TV Canal 11, pero fue negada por la Secretaría de Comunicaciones y Transportes.
El 17 de febrero de 2003 se hizo la solicitud formal ante la Secretaría de Comunicaciones y Transportes para la obtención de una permisión de un canal de televisión en la capital del estado que fue aprobada el 16 de junio de 2004 para transmitir en el Canal 28 con el distintivo XHABC-TV y con una potencia de 4 kW.
A la par, fue instalada una repetidora de satélite en el canal 2 de Ciudad Cuauhtémoc con siglas XHCTH-TV con una potencia de 0.042 kW.
A finales de 2016, el Canal 28 inició transmisiones en su señal digital, apagando su señal analógica el 15 de octubre de ese año.
El 12 de junio de 2017 a Canal 28 le fue autorizado multiprogramar su señal, iniciando ese mismo día las primeras pruebas de la señal del Canal 28.2. El 1 de julio de 2017, el canal inició transmisiones formalmente su nueva señal a través del canal 28.2 en Chihuahua y Cuauhtémoc. Además, ese mismo día inició transmisiones de su señal principal en Ciudad Juárez a través del canal 25.3. En 2023 le fue autorizado iniciar transmisiones en Hidalgo del Parral mediante la concesión de un canal en dicha localidad.

### Transición a digital
De acuerdo a que todas las estaciones de televisión en la república tienen que estar transmitiendo en forma digital a más tardar el 31 de diciembre de 2015. Por lo anterior, el IFT le otorgó un canal adicional para poder transmitir su señal digital, asignándole el canal 34 con el distintivo XHABC-TDT en la ciudad de Chihuahua.
Durante la semana del 26 al 30 de septiembre sufrieron varios problemas técnicos e incluso dejaron de trasmitir contenido local ya que se estaban mudando hacia señal digital (TDT) y el jueves 29 de septiembre el noticiero estelar regresó al aire pero ahora con formato 16:9 ya que ya estaba siendo grabado en HD, y el 1 de octubre empezaron a las 11:12 AM las primeras pruebas en HD aunque estas pruebas solo fueron internas aun así dejaron fuera del aire su señal analógica.
El 15 de octubre de 2016, el Canal 28 inició su transmisión digital de forma permanente. Posteriormente lo haría su estación en Cuauhtémoc.

## Programación
El canal produce programación local de servicio social, como Yo Pregunto, un programa en que se resuelven las dudas de la gente; Encuentro, que es un espacio para el debate; Poder Ciudadano, que es un espacio para la denuncia ciudadana; Jóvenes por Siempre, con música de antaño; Expectativa, un noticiero conducido por Hugo Valles y ABC Noticias, conducido por el propio Sergio Valles. También el Canal 28 transmite los partidos de local de los Dorados de Chihuahua de la Liga Estatal de Béisbol de Chihuahua, los Dorados de Chihuahua de la Liga de Básquetbol Estatal de Chihuahua, los Dorados Fuerza UACh de la Segunda División de México y las Águilas Universidad Autónoma de Chihuahua de la Organización Nacional Estudiantil de Fútbol Americano además de transmitir ocasionalmente eventos organizados por el Gobierno del Estado de Chihuahua como el Grito de Independencia.
Además, el canal se enlaza a diversas estaciones de televisión públicas de México y el mundo, transmitiendo programas de EWTN, Canal 22, 52MX, DW (Latinoamérica), RT en español y durante sesiones extraordinarias e importantes al Canal del Congreso.

## Controversias
- El canal 28 acusó en septiembre de 2013 al entonces Presidente municipal de Chihuahua Marco Adán Quezada Martínez de "amenazarlos" tras la publicación de cápsulas en donde acusaban al alcalde de no cumplir con sus propuestas de campaña.[11]
- En junio de 2015, el canal denunció ser acosado por el Gobierno del Estado de Chihuahua por las investigaciones realizadas en 2014 sobre las irregularidades en el manejo de recursos del gobierno y una supuesta contaminación en los alrededores de la antigua Fundidora de Ávalos.
- El 9 de diciembre de 2015, el canal publicó un vídeo en su cuenta de YouTube un vídeo en el que responsabilizaba al Gobernador del Estado, César Duarte Jáquez de cualquier cosa que ocurriera en contra del canal o en contra de sus miembros, ya que acusan al gobernador de amenazar al canal de "mandarlos callar".[12]
- El 18 de mayo de 2017, Juan Manuel Esamilla, jefe de escoltas del gobernador Javier Corral Jurado, agredió a un reportero de Canal 28, luego de que éste buscara entrevistar al gobernador.[13]
- El 15 de septiembre de 2018 durante la transmisión de la ceremonia del grito de independencia de Chihuahua, un grupo de empleados del canal realizó una serie de comentarios misóginos sobre la apariencia de la alcaldesa de Chihuahua, Maru Campos y la esposa del gobernador Javier Corral Jurado que fueron escuchados al aire, siendo reprobados y criticados por la audiencia del canal y usuarios de redes sociales.[14]

## Señales disponibles
| Ciudad             | Estación   | Potencia (kW) | Canal Físico | Canal Virtual | Resolución | Relación de aspecto | Nombre PSIP | Programación |
| Chihuahua          | XHABC-TDT  | 21.5          | 34           |               |            |                     |             |              |
| Chihuahua          | XHABC-TDT  | 21.5          | 34           | 28.1          | 1080i      | 16:9                | XHABC       | Canal 28.1   |
| Chihuahua          | XHABC-TDT  | 21.5          | 34           | 28.2          | 480i       | 16:9                | XHABC       | Canal 28.2   |
| Cuauhtémoc         | XHCTH-TDT  | 0.04          | 33           |               |            |                     |             |              |
| Cuauhtémoc         | XHCTH-TDT  | 0.04          | 33           | 28.1          | 1080i      | 16:9                | XHCTH       | Canal 28.1   |
| Cuauhtémoc         | XHCTH-TDT  | 0.04          | 33           | 28.2          | 480i       | 16:9                | XHCTH       | Canal 28.2   |
| El Paso            | K27OJ-D    | 15            | 27           | 25.3          | 480i       | 16:9                | CNAL 28     | Canal 28.1   |
| Ciudad Juárez      | XHMTCH-TDT | 45            | 28           | 6.4           | 480i       | 16:9                | XHMTCH4     | Canal 28.1   |
| Hidalgo del Parral | XHCSAB-TDT |               | 35           |               |            |                     |             |              |
| Ciudad Juárez      | XHCSBR-TDT |               | 12           |               |            |                     |             |              |
| Ciudad de México   | XHCSBO-TDT |               | 2            |               |            |                     |             |              |

## Logotipos
| Período   | Características |
| --------- | --- |
| 2004-2012 | El primer Logotipo de Canal 28 estaba conformado por un cuadrado con líneas azul oscuro arriba y abajo y azul claro en el centro con el nombre de XHABC y en el centro con el número 28 en dorado, de este logotipo salieron varias variaciones.                                                 |
| 2012-2016 | En 2012 se adoptó un nuevo logo que era un cuadro de azul marino y a la izquierda de forma vertical decía "Canal" y en el centro con la misma tipografía que el primero contenía el número 28 en dorado                                                                                          |
| 2016-     | El tercer logotipo fue adoptado el día 7 de octubre como uno de los cambios que se venían haciendo por la adaptación a la señal HD y este logotipo es el más sencillo con el que cuenta hasta ahora solo consta del el número 28 con la misma tipografía que se viene manejando desde un inicio. |